# Juan Miguel Alcántara Soria
Juan Miguel María Alcántara Soria (Irapuato, Guanajuato, 18 de marzo de 1955) es un abogado y político mexicano, miembro del Partido Acción Nacional (PAN). Ocupó numerosos cargos, entre ellos dos veces diputado federal.

## Biografía
Es licenciado en Derecho egresado de la Escuela Libre de Derecho, de donde se tituló en 1977 con la tesis «La causalidad del derecho»; tiene estudios de posgrado en la misma disciplina en la Universidad Complutense de Madrid y en el Instituto Ortega y Gasset y un diplomado en Filosofía en la Universidad Panamericana.
Ha ejercido como docente en la Escuela Libre de Derecho de 1980 a 1984, en la Universidad Panamericana de 1985 a 1988, así como en la Universidad Iberoamericana León y en la Universidad de Guanajuato. De 1976 a 1979 fue gerente jurídico de la empresa Teleinformática Instantánea y de 1979 a 1980 director jurídico de la empresa Información Instantánea. De 1985 a 1989 fue socio del bufete jurídico Alcántara y Alessio Robles.
Miembro del PAN desde 1970. Fue integrante del Instituto de Estudios y Capacitación Política del comité nacional de 1983 a 1987, fue consejero nacional de 1988 a 2001 e integrante del comité ejecutivo nacional de 1990 a 2002. En 1988 fue candidato del PAN a diputado federal por el Distrito 39 del Distrito Federal, logró el triunfo al recibir 23 145 votos, frente a los 16 369 de su competidor del Partido Revolucionario Institucional (PRI) Luis Armando Medina Peña y 6 872 del candidato del Partido Mexicano Socialista (PMS) Pablo Gómez Álvarez.
En 1991 fue candidato del PAN a Senador por el estado de Guanajuato, no logró el triunfo pues quedó en segundo lugar de las preferencias electorales, recibiendo 396 712 votos, frente a los 627 870 del candidato del PRI Roberto Suárez Nieto. Ante ello, el mismo año de 1991 al asumir la gubernatura de Guanajuato Carlos Medina Plascencia lo nombró como Procurador General de Justicia del Estado, cargo que ejerció hasta 1993 en que renunció para ser candidato a diputado al Congreso del Estado de Guanajuato, resultando elegido por el principio de representación proporcional a la LVI Legislatura de 1994 a 1997.
De 1996 a 1997 fue coordinador nacional de los diputados locales del PAN, y en 1997 fue secretario de Acción Gubernamental del comité nacional presidido por Felipe Calderón Hinojosa. En 1997 fue elegido por segunda ocasión diputado federal, en esta ocasión por el principio de representación proporcional a la LVII Legislatura que concluiría en 2000; permaneció en el cargo hasta su solicitud de licencia definitiva el 28 de diciembre de 1999. En las elecciones de 2000 fue candidato a Senador en la lista nacional de la Alianza para el Cambio, pero no logró ser elegido.
El 18 de agosto de 2008 fue designado subprocurador Jurídico y de Relaciones Internacionales de la Procuraduría General de la República (PGR) por el presidente Felipe Calderón Hinojosa, siendo titulares de la PGR Eduardo Medina Mora y Arturo Chávez Chávez; el 1 de enero de 2010 Calderon lo nombró secretario ejecutivo del Sistema Nacional de Seguridad Pública, permaneciendo en el cargo hasta el fin de su gobierno en 2012.